# 金東振
金 東進（キム・ドンジン、김동진、日本名：金森東振、1913年3月22日 - 2009年7月31日）は、韓国の作曲家、ヴァイオリニスト、指揮者。現在の北朝鮮平安南道安州市出身で日本の日本音楽高等学校への留学経験もある。日本統治下時代にはハルピンで日本人演奏家を中心として1937年に結成された「新京交響楽団」に参加し、第一バイオリン奏者を務めた。
2008年に親日人名辞典編纂委員会より発表された親日人名辞典に名前が掲載された。2009年7月31日、ソウル特別市にて老衰で亡くなった。96歳。